# Tête colossale 9 de San Lorenzo
La tête colossale 9 (ou monument 66) est une tête colossale olmèque, découverte sur le site de San Lorenzo au Mexique.

## Caractéristiques
La tête colossale 9 est une sculpture de basalte, mesurant 1,65 m de hauteur pour 0,97 m de largeur et 1,16 m de profondeur.
La sculpture représente le visage d'un homme d'âge mur, en ronde-bosse. À l'inverse de la quasi-totalité des têtes colossales, la figure sourit. Elle possède des rides sous les yeux et au bord de la bouche. Ses joues sont tombantes et ses yeux larges. Sa bouche est close et sa lèvre supérieure fortement endommagée. L'arrière de la sculpture est plat. Elle a été mutilée dans l'antiquité, neuf trous ayant été creusés dans le visage et la coiffe.
Comme les autres têtes colossales, la figure est surmontée d'une coiffe. Les décorations d'oreille sont des plaques rectangulaires avec un élément trapézoïdal additionnel sur le devant. La tête possède également un anneau de nez.

## Historique
La fabrication d'aucune tête colossale n'a pu être datée avec précision. Toutefois, comme l'enterrement des têtes du site de San Lorenzo a pu être daté d'au moins 900 av. J.-C., cela démontre que leur fabrication et leur utilisation sont antérieures. On estime qu'elles dateraient de l'époque préclassique de la Mésoamérique, probablement du début de cette époque (1500 à 1000 av. J.-C.).
Les dix têtes colossales de San Lorenzo forment à l'origine deux lignes grossièrement parallèles du nord au sud du site,. Bien que certaines aient été retrouvées dans des ravines, elles étaient proches de leur emplacement d'origine et ont été ensevelies par l'érosion locale. Les têtes, ainsi qu'un certain nombre de trônes monumentaux en pierre, formaient probablement une route processionnelle à travers le site, mettant en évidence son histoire dynastique.
Les têtes étant numérotées de façon séquentielle en fonction de leur découverte, la tête colossale 9 est la neuvième à avoir été trouvée sur le site de San Lorenzo. La sculpture n'est plus sur le site : elle est exposée dans la salle 1 du musée d'anthropologie (es) de Xalapa, capitale de l'État de Veracruz,.
En 2011, la tête 9, ainsi que la tête 5, sont prêtées au De Young Museum de San Francisco pour son exposition Olmec: Colossal Masterworks of Ancient Mexico,.